# Quý ngài Ánh dương
Quý ngài Ánh dương (tiếng Hàn: 미스터 션샤인; Romaja: Miseuteo Sheonshain) là một bộ phim truyền hình Hàn Quốc được biên kịch bởi Kim Eun-sook và đạo diễn bởi Lee Eung-bok, với sự tham gia của Lee Byung-hun, Kim Tae-ri và Yoo Yeon-seok, Kim Min-jung và Byun Yo-han. Bộ phim được phát sóng vào thứ bảy và chủ nhật vào 21:00 (KST) hàng tuần trên kênh truyền hình tvN bắt đầu từ ngày 7 tháng 7 năm 2018, kết thúc vào ngày 30 tháng 9 năm 2018.
Tập cuối của phim ghi nhận tỉ suất người xem toàn quốc đạt 18,129%, đứng thứ 6 trong danh sách những phim truyền hình cáp có tỷ lệ người xem cao nhất. Bù lại, tỉ suất lượt xem trung bình toàn quốc qua các tập của phim là cao nhất từ trước tới giờ của đài cáp. Ngoài ra, bộ phim còn được ghi nhận là phim truyền hình đạt tỉ suất lượt xem tại thành phố Seoul cao thứ ba với 21,828%.
Bộ phim được Netflix mua bản quyền và phát hành vào 21:30 tối thứ bảy, chủ nhật hàng tuần từ ngày 8 tháng 7 năm 2018 đến 30 tháng 9 năm 2018.

## Tóm tắt
Trong chuyến thám hiểm của Hoa Kỳ tới Triều Tiên vào năm 1871, một cậu bé người Triều Tiên đã trốn lên tàu chiến Mỹ và đi đến Mỹ. Khi trưởng thành, anh trở lại quê hương với vai trò là một người lính Mỹ đóng quân tại chính đất nước mình, trong bối cảnh chế độ quân chủ ở Triều Tiên đã sụp đổ. Anh gặp và yêu con gái của một nhà quý tộc.

## Diễn viên

### Vai chính
- Lee Byung-hun vai Choi Yoo-jin

Choi Yoo-jin là cậu bé lúc nhỏ đã trốn lên tàu chiến Mỹ và đi phiêu bạt khắp nơi. Khi lớn lên, trong vai trò một người lĩnh Mỹ tới đóng quân tại chính đất nước mình, anh đã trở lại Joseon trong những năm cuối cùng hỗn loạn của triều đại và yêu cô con gái nhà quý tộc Go Ae-shin.
- Kim Kang-hoon vai Choi Yoo-jin (Thời trẻ)
- Jeon Jin Seo vai Choi Yoo-jin (Thời thiếu niên)

- Kim Tae-ri vai Go Ae-shin[10]
  - Heo Jung-eun vai Go Ae-shin (Thời trẻ)[11]

Go Ae-shin là một cô gái trẻ, người cuối cùng trong dòng họ gia đình quý tộc họ Go nổi tiếng, một trong những trụ cột quốc gia của Joseon thời bấy giờ. Cô được học cách sử dụng súng và trở thành một thành viên của Quân đội Chính nghĩa.
- Yoo Yeon-seok vai Goo Dong-mae[12]

Goo Dong-mae là con trai của một kẻ bán hàng thấp kém, một tay đâm thuê chém mướn. Anh đã chạy trốn khỏi quê hương của mình và đi đến Nhật Bản để tìm kiếm một cuộc sống mới. Nhân vật của anh được miêu tả là một nhân vật bi thảm. Dong-mae cũng đem lòng yêu tiểu thư quý tộc Go Ae-shin và quyết đánh đổi mọi thứ vì tình yêu của mình.
- Choi Min-yong vai Goo Dong-mae (Thời trẻ)

- Byun Yo-han vai Kim Hee-sung[13]

Kim Hee-sung là người thừa kế của gia tộc Kim - giàu có thứ nhì Joseon chỉ đứng sau Hoàng đế. Anh đến Nhật Bản du học và sinh sống để trốn tránh cuộc hôn nhân được sắp đặt trước giữa hai đình. Sau khi trở về Joseon, anh mới biết rằng hôn thê của anh là Go Ae-sin và đem lòng yêu cô ấy, nhưng trong lòng của Ae-sin đã có người đàn ông khác.
- Kim Min-jung vai Kudo Hina/Lee Yang-hwa[14]

Một góa phụ xinh đẹp, chủ sở hữu của khách sạn Glory. Trước đây cô bị cha ép phải kết hôn với một người đàn ông Nhật Bản đã có tuổi nhưng giàu có. Sau cái chết bí ẩn của chồng, cô trở lại Joseon đồng thời dùng số tiền được thừa kế được từ chồng để mở khách sạn Glory và rất trở nên thành đạt.

### Vai phụ
- Choi Moo-sung vai Jang Seung-goo,
  - Sung Yoo-bin vai Jang Seung-goo (Thời trẻ)

Một thành viên của Quân đội Chính nghĩa, hành nghề thợ săn và là sư phụ của Ae-shin. Sau này trở thành Đội trưởng đội thị vệ để bảo vệ cho Hoàng đế.
- Lee Jung-eun[15] vai Thím Ha-man

Người hầu thân cận, "cánh tay phải" của Ae-shin
- Jo Woo-jin[16] vai Im Gwan-su.

Thông dịch viên làm việc tại đại sứ quán Hoa Kỳ tại Joseon, sau này trở thành thông dịch viên cho Hoàng đế.
- Kim Byung-chul[16] vai Il-sik.

Một tay thợ săn nô lệ, sau khi chế độ nô lệ bị bãi bỏ, trở thành chủ tiệm cầm đồ cùng Chun-sik.
- Bae Jung-nam[17] vai Chun-sik.

Cũng là một tay thợ săn nô lệ, sau khi chế độ nô lệ bị bãi bỏ, trở thành chủ tiệm cầm đồ cùng Il-sik.
- Lee Seung-joon[18] vai Hoàng đế Go-jong
- Park Ah-in vai Go Ae-soon[19]

Chị họ của Ae-shin và là vợ hai của Lee Deok-mun.
- Kim Yong-ji vai Hotaru[20]
- Ji Seung-hyun vai Song Young[21]

Cậu của Ae-shin, từng là một vị quan trong Hoàng cung. Sau này ông chuyển đến sống ở Thượng Hải và luôn giúp đỡ Quân đội Chính nghĩa.
- Seo Yoo-jung[22]
- Kim Kap-soo vai Hwang Eun-sang.

Lãnh đạo của Quân đội Chính nghĩa và là một thợ gốm có tiếng tăm, ông cũng là người đã giúp Yoo-jin trốn khỏi Joseon.
- Lee Ho-jae vai Go Sa-hong

Ông nội của Ae-shin, ông là một học giả có ảnh hưởng rất lớn và từng là thầy của Hoàng đế.
- Seo Yoo-jung[22] vai Hong Pa

Một thành viên của Quân đội Chính nghĩa, có quan hệ đặc biệt với thầy của Ae-sin.
- Yoon Kyung-ho[23] vai Cha của Dong-mae
- Oh Yeon-ah vai So-ah

Một thành viên của Quân đội chính nghĩa, cô là gián điệp đóng giả làm Kĩ nữ trong các tửu quán Nhật Bản.
- Choi Jin-ho vai Lee Se-hoon
- Jang Dong-yoon vai Joon-young

Học viên của Viện quân sự Hoàng gia, sau này trở thành một thành viên của Quân đội Chính nghĩa.
- David Lee McInnis vai Kyle Moore

Thiếu tá Hải quân lục chiến Hoa Kỳ, là cấp trên đồng thời cũng là bạn của Yoo-jin.
- Jason Nelson vai Joseph Stenson

Một giáo sĩ truyền giáo, ông là người đã giúp Yoo-jin đến Hoa Kỳ và nuôi nấng anh, vì vậy Yoo-jin luôn coi ông là cha của mình.

### Diễn viên khách mời
- Lee Si-a vai mẹ của Yoo-jin
- Im Se-mi vai mẹ của Dong-mae
- Jin Goo[24] vai Sang-wan, cha của Ae-shin
- Kim Ji-won[24] vai Hui-jin, mẹ của Ae-shin
- Park Jung-min vai Ahn Chang Ho
- Kim Min-jae vai Do Mi (Trưởng thành)

## Nhạc phim
Phần 1
| Phát hành vào ngày 8 tháng 7 năm 2018 | Phát hành vào ngày 8 tháng 7 năm 2018 | Phát hành vào ngày 8 tháng 7 năm 2018 | Phát hành vào ngày 8 tháng 7 năm 2018 | Phát hành vào ngày 8 tháng 7 năm 2018 | Phát hành vào ngày 8 tháng 7 năm 2018 |
| STT                                   | Nhan đề                               | Phổ lời                               | Phổ nhạc                              | Nghệ sĩ                               | Thời lượng                            |
| ------------------------------------- | ------------------------------------- | ------------------------------------- | ------------------------------------- | ------------------------------------- | ------------------------------------- |
| 1.                                    | "The Day" (그 날)                     | Park Hyo-shin Kim Eana                | Park Hyo-shin Jeong Jae-il            | Park Hyo-shin                         | 4:52                                  |
| Tổng thời lượng:                      | Tổng thời lượng:                      | Tổng thời lượng:                      | Tổng thời lượng:                      | Tổng thời lượng:                      | 4:52                                  |

Phần 2
| Phát hành vào ngày 15 tháng 7 năm 2018 | Phát hành vào ngày 15 tháng 7 năm 2018 | Phát hành vào ngày 15 tháng 7 năm 2018 | Phát hành vào ngày 15 tháng 7 năm 2018 | Phát hành vào ngày 15 tháng 7 năm 2018 | Phát hành vào ngày 15 tháng 7 năm 2018 |
| STT                                    | Nhan đề                                | Phổ lời                                | Phổ nhạc                               | Nghệ sĩ                                | Thời lượng                             |
| -------------------------------------- | -------------------------------------- | -------------------------------------- | -------------------------------------- | -------------------------------------- | -------------------------------------- |
| 1.                                     | "Sad March" (슬픈 행진)                | Nam Hye-seung JELLO ANN                | Nam Hye-seung Park Sang-hee            | Elaine                                 | 5:25                                   |
| Tổng thời lượng:                       | Tổng thời lượng:                       | Tổng thời lượng:                       | Tổng thời lượng:                       | Tổng thời lượng:                       | 5:25                                   |

Phần 3
| Phát hành vào ngày 22 tháng 7 năm 2018 | Phát hành vào ngày 22 tháng 7 năm 2018 | Phát hành vào ngày 22 tháng 7 năm 2018 | Phát hành vào ngày 22 tháng 7 năm 2018 | Phát hành vào ngày 22 tháng 7 năm 2018 | Phát hành vào ngày 22 tháng 7 năm 2018 |
| STT                                    | Nhan đề                                | Phổ lời                                | Phổ nhạc                               | Nghệ sĩ                                | Thời lượng                             |
| -------------------------------------- | -------------------------------------- | -------------------------------------- | -------------------------------------- | -------------------------------------- | -------------------------------------- |
| 1.                                     | "Days Without Tears" (눈물 아닌 날들)  | Nam Hye-seung Kim Hee-jin              | Nam Hye-seung Kim Hee-jin              | Kim Yoon-ah                            | 3:46                                   |
| Tổng thời lượng:                       | Tổng thời lượng:                       | Tổng thời lượng:                       | Tổng thời lượng:                       | Tổng thời lượng:                       | 3:46                                   |

Phần 4
| Phát hành vào ngày 29 tháng 7 năm 2018 | Phát hành vào ngày 29 tháng 7 năm 2018 | Phát hành vào ngày 29 tháng 7 năm 2018 | Phát hành vào ngày 29 tháng 7 năm 2018 | Phát hành vào ngày 29 tháng 7 năm 2018 | Phát hành vào ngày 29 tháng 7 năm 2018 |
| STT                                    | Nhan đề                                | Phổ lời                                | Phổ nhạc                               | Nghệ sĩ                                | Thời lượng                             |
| -------------------------------------- | -------------------------------------- | -------------------------------------- | -------------------------------------- | -------------------------------------- | -------------------------------------- |
| 1.                                     | "Sori" (소리)                          | Nam Hye-seung Park Jin-ho              | Nam Hye-seung Park Jin-ho              | Lee Su-hyun (Akdong Musician)          | 5:02                                   |
| Tổng thời lượng:                       | Tổng thời lượng:                       | Tổng thời lượng:                       | Tổng thời lượng:                       | Tổng thời lượng:                       | 5:02                                   |

Phần 5
| Phát hành vào ngày 5 tháng 8 năm 2018 | Phát hành vào ngày 5 tháng 8 năm 2018 | Phát hành vào ngày 5 tháng 8 năm 2018 | Phát hành vào ngày 5 tháng 8 năm 2018     | Phát hành vào ngày 5 tháng 8 năm 2018 | Phát hành vào ngày 5 tháng 8 năm 2018 |
| STT                                   | Nhan đề                               | Phổ lời                               | Phổ nhạc                                  | Nghệ sĩ                               | Thời lượng                            |
| ------------------------------------- | ------------------------------------- | ------------------------------------- | ----------------------------------------- | ------------------------------------- | ------------------------------------- |
| 1.                                    | "Good Day" (좋은 날)                  | Nam Hye-seung Park Jin-ho             | Nam Hye-seung Park Jin-ho Jeong Dong-hwan | MeloMance                             | 5:31                                  |
| Tổng thời lượng:                      | Tổng thời lượng:                      | Tổng thời lượng:                      | Tổng thời lượng:                          | Tổng thời lượng:                      | 5:31                                  |

Phần 6
| Phát hành vào ngày 6 tháng 8 năm 2018 | Phát hành vào ngày 6 tháng 8 năm 2018 | Phát hành vào ngày 6 tháng 8 năm 2018 | Phát hành vào ngày 6 tháng 8 năm 2018 | Phát hành vào ngày 6 tháng 8 năm 2018 | Phát hành vào ngày 6 tháng 8 năm 2018 |
| STT                                   | Nhan đề                               | Phổ lời                               | Phổ nhạc                              | Nghệ sĩ                               | Thời lượng                            |
| ------------------------------------- | ------------------------------------- | ------------------------------------- | ------------------------------------- | ------------------------------------- | ------------------------------------- |
| 1.                                    | "My Home (Eugene's Song)"             | Nam Hye-seung JELLO ANN               | Nam Hye-seung Park Sang-hee           | Savina & Drones                       | 4:20                                  |
| Tổng thời lượng:                      | Tổng thời lượng:                      | Tổng thời lượng:                      | Tổng thời lượng:                      | Tổng thời lượng:                      | 4:20                                  |

Phần 7
| Phát hành vào ngày 12 tháng 8 năm 2018 | Phát hành vào ngày 12 tháng 8 năm 2018 | Phát hành vào ngày 12 tháng 8 năm 2018 | Phát hành vào ngày 12 tháng 8 năm 2018 | Phát hành vào ngày 12 tháng 8 năm 2018 | Phát hành vào ngày 12 tháng 8 năm 2018 |
| STT                                    | Nhan đề                                | Phổ lời                                | Phổ nhạc                               | Nghệ sĩ                                | Thời lượng                             |
| -------------------------------------- | -------------------------------------- | -------------------------------------- | -------------------------------------- | -------------------------------------- | -------------------------------------- |
| 1.                                     | "Becoming The Wind" (바람이 되어)      | Athena                                 | Athena eNa                             | Ha Hyun-sang                           | 4:43                                   |
| Tổng thời lượng:                       | Tổng thời lượng:                       | Tổng thời lượng:                       | Tổng thời lượng:                       | Tổng thời lượng:                       | 4:43                                   |

Phần 8
| Phát hành vào ngày 13 tháng 8 năm 2018 | Phát hành vào ngày 13 tháng 8 năm 2018 | Phát hành vào ngày 13 tháng 8 năm 2018 | Phát hành vào ngày 13 tháng 8 năm 2018 | Phát hành vào ngày 13 tháng 8 năm 2018 | Phát hành vào ngày 13 tháng 8 năm 2018 |
| STT                                    | Nhan đề                                | Phổ lời                                | Phổ nhạc                               | Nghệ sĩ                                | Thời lượng                             |
| -------------------------------------- | -------------------------------------- | -------------------------------------- | -------------------------------------- | -------------------------------------- | -------------------------------------- |
| 1.                                     | "Stranger" (이방인)                    | Park Woo-sang                          | Park Woo-sang                          | Park Won                               | 3:53                                   |
| Tổng thời lượng:                       | Tổng thời lượng:                       | Tổng thời lượng:                       | Tổng thời lượng:                       | Tổng thời lượng:                       | 3:53                                   |

Phần 9
| Phát hành vào ngày 19 tháng 8 năm 2018 | Phát hành vào ngày 19 tháng 8 năm 2018 | Phát hành vào ngày 19 tháng 8 năm 2018 | Phát hành vào ngày 19 tháng 8 năm 2018 | Phát hành vào ngày 19 tháng 8 năm 2018 | Phát hành vào ngày 19 tháng 8 năm 2018 |
| STT                                    | Nhan đề                                | Phổ lời                                | Phổ nhạc                               | Nghệ sĩ                                | Thời lượng                             |
| -------------------------------------- | -------------------------------------- | -------------------------------------- | -------------------------------------- | -------------------------------------- | -------------------------------------- |
| 1.                                     | "Shine Your Star (Prod. by Zico)"      | Safira.K Zico                          | Zico Poptime                           | o3ohn                                  | 3:35                                   |
| Tổng thời lượng:                       | Tổng thời lượng:                       | Tổng thời lượng:                       | Tổng thời lượng:                       | Tổng thời lượng:                       | 3:35                                   |

Phần 10
| Phát hành vào ngày 26 tháng 8 năm 2018 | Phát hành vào ngày 26 tháng 8 năm 2018 | Phát hành vào ngày 26 tháng 8 năm 2018 | Phát hành vào ngày 26 tháng 8 năm 2018 | Phát hành vào ngày 26 tháng 8 năm 2018 | Phát hành vào ngày 26 tháng 8 năm 2018 |
| STT                                    | Nhan đề                                | Phổ lời                                | Phổ nhạc                               | Nghệ sĩ                                | Thời lượng                             |
| -------------------------------------- | -------------------------------------- | -------------------------------------- | -------------------------------------- | -------------------------------------- | -------------------------------------- |
| 1.                                     | "And I"                                | Tenzo Kebee                            | Tenzo LOOGONE                          | NU'EST W                               | 3:55                                   |
| Tổng thời lượng:                       | Tổng thời lượng:                       | Tổng thời lượng:                       | Tổng thời lượng:                       | Tổng thời lượng:                       | 3:55                                   |

Phần 11
| Phát hành vào ngày 2 tháng 9 năm 2018 | Phát hành vào ngày 2 tháng 9 năm 2018           | Phát hành vào ngày 2 tháng 9 năm 2018 | Phát hành vào ngày 2 tháng 9 năm 2018 | Phát hành vào ngày 2 tháng 9 năm 2018 | Phát hành vào ngày 2 tháng 9 năm 2018 |
| STT                                   | Nhan đề                                         | Phổ lời                               | Phổ nhạc                              | Nghệ sĩ                               | Thời lượng                            |
| ------------------------------------- | ----------------------------------------------- | ------------------------------------- | ------------------------------------- | ------------------------------------- | ------------------------------------- |
| 1.                                    | "See You Again (Feat. Richard Yongjae O'Neill)" | Ha Melli                              | POPKID Safira.K                       | Baek Ji-young                         | 3:48                                  |
| Tổng thời lượng:                      | Tổng thời lượng:                                | Tổng thời lượng:                      | Tổng thời lượng:                      | Tổng thời lượng:                      | 3:48                                  |

Phần 12
| Phát hành vào ngày 9 tháng 9 năm 2018 | Phát hành vào ngày 9 tháng 9 năm 2018        | Phát hành vào ngày 9 tháng 9 năm 2018 | Phát hành vào ngày 9 tháng 9 năm 2018 | Phát hành vào ngày 9 tháng 9 năm 2018 | Phát hành vào ngày 9 tháng 9 năm 2018 |
| STT                                   | Nhan đề                                      | Phổ lời                               | Phổ nhạc                              | Nghệ sĩ                               | Thời lượng                            |
| ------------------------------------- | -------------------------------------------- | ------------------------------------- | ------------------------------------- | ------------------------------------- | ------------------------------------- |
| 1.                                    | "Beautiful As Fireworks" (불꽃처럼 아름답게) | Nam Hye-seng Park Jin-ho              | Nam Hye-seng Park Jin-ho              | Shin Seung-hun                        | 4:30                                  |
| Tổng thời lượng:                      | Tổng thời lượng:                             | Tổng thời lượng:                      | Tổng thời lượng:                      | Tổng thời lượng:                      | 4:30                                  |

Phần 13
| Phát hành vào ngày 16 tháng 9 năm 2018 | Phát hành vào ngày 16 tháng 9 năm 2018 | Phát hành vào ngày 16 tháng 9 năm 2018 | Phát hành vào ngày 16 tháng 9 năm 2018 | Phát hành vào ngày 16 tháng 9 năm 2018 | Phát hành vào ngày 16 tháng 9 năm 2018 |
| STT                                    | Nhan đề                                | Phổ lời                                | Phổ nhạc                               | Nghệ sĩ                                | Thời lượng                             |
| -------------------------------------- | -------------------------------------- | -------------------------------------- | -------------------------------------- | -------------------------------------- | -------------------------------------- |
| 1.                                     | "Lover" (정인 (情人))                  | Hen                                    | Hen                                    | Sejeong (Gugudan)                      | 3:54                                   |
| Tổng thời lượng:                       | Tổng thời lượng:                       | Tổng thời lượng:                       | Tổng thời lượng:                       | Tổng thời lượng:                       | 3:54                                   |

Phần 14
| Phát hành vào ngày 23 tháng 9 năm 2018 | Phát hành vào ngày 23 tháng 9 năm 2018 | Phát hành vào ngày 23 tháng 9 năm 2018 | Phát hành vào ngày 23 tháng 9 năm 2018   | Phát hành vào ngày 23 tháng 9 năm 2018 | Phát hành vào ngày 23 tháng 9 năm 2018 |
| STT                                    | Nhan đề                                | Phổ lời                                | Phổ nhạc                                 | Nghệ sĩ                                | Thời lượng                             |
| -------------------------------------- | -------------------------------------- | -------------------------------------- | ---------------------------------------- | -------------------------------------- | -------------------------------------- |
| 1.                                     | "If You Were Me"                       | Son Go-eun (Monotree)                  | Son Go-eun (Monotree), NOPARI (Monotree) | Ben                                    | 4:25                                   |
| Tổng thời lượng:                       | Tổng thời lượng:                       | Tổng thời lượng:                       | Tổng thời lượng:                         | Tổng thời lượng:                       | 4:25                                   |

Phần 15
| Phát hành vào ngày 30 tháng 9 năm 2018 | Phát hành vào ngày 30 tháng 9 năm 2018 | Phát hành vào ngày 30 tháng 9 năm 2018 | Phát hành vào ngày 30 tháng 9 năm 2018 | Phát hành vào ngày 30 tháng 9 năm 2018 | Phát hành vào ngày 30 tháng 9 năm 2018 |
| STT                                    | Nhan đề                                | Phổ lời                                | Phổ nhạc                               | Nghệ sĩ                                | Thời lượng                             |
| -------------------------------------- | -------------------------------------- | -------------------------------------- | -------------------------------------- | -------------------------------------- | -------------------------------------- |
| 1.                                     | "How Can I Forget You" (어찌 잊으오)   | Nam Hye-seung, Park Jin-ho             | Nam Hye-seung, Park Jin-ho             | Hwang Chi-yeul                         | 4:41                                   |
| Tổng thời lượng:                       | Tổng thời lượng:                       | Tổng thời lượng:                       | Tổng thời lượng:                       | Tổng thời lượng:                       | 4:41                                   |

| Disc 2: | Disc 2:                              | Disc 2:                     | Disc 2:    |
| STT     | Nhan đề                              | Artist                      | Thời lượng |
| ------- | ------------------------------------ | --------------------------- | ---------- |
| 1.      | "Mr SunShine (Opening Title)"        | Nam Hye Sung, Park Sang Hee | 5:58       |
| 2.      | "Wildflower"                         | Nam Hye Sung, Park Sang Hee | 4:30       |
| 3.      | "What is love?"                      | Nam Hye Sung, Park Sang Hee | 2:36       |
| 4.      | "Sad Waltz"                          | Nam Hye Sung, Park Sang Hee | 3:20       |
| 5.      | "With a flame"                       | Nam Hye Sung, Park Sang Hee | 3:25       |
| 6.      | "A side-by-side walk"                | Nam Hye Sung, Park Sang Hee | 3:07       |
| 7.      | "The Era of Romance"                 | Nam Hye Sung, Park Sang Hee | 4:53       |
| 8.      | "Glory"                              | Nam Hye Sung, Park Sang Hee | 5:07       |
| 9.      | "Waiting"                            | Nam Hye Sung, Park Sang Hee | 1:11       |
| 10.     | "Greensleeves (MusicBox Drama ver.)" | Nam Hye Sung, Park Sang Hee | 2:35       |
| 11.     | "No Tears (Piano ver.)"              | Nam Hye Sung, Park Sang Hee | 2:38       |
| 12.     | "One more Step"                      | Nam Hye Sung, Park Sang Hee | 4:19       |
| 13.     | "Sad End"                            | Nam Hye Sung, Park Sang Hee | 4:53       |
| 14.     | "A Lady and Haman house"             | Nam Hye Sung, Park Sang Hee | 2:37       |
| 15.     | "Black Bird"                         | Nam Hye Sung, Park Sang Hee | 3:07       |

## Sản xuất
- Bộ phim là lần hợp tác thứ ba giữa nhà biên kịch Kim Eun-sook và đạo diễn Lee Eung-bok, sau Hậu duệ mặt trời (2016) và Yêu tinh (2016).[5]
- Bộ phim theo dự kiến ban đầu ra mắt khán giả truyền hình vào tháng 1/2018 nhưng sau đó nhà sản xuất đã dời lại lịch trình sản xuất, khiến cho ngày khởi chiếu chính thức của bộ phim bị lùi lại tới tháng 7/2018.
- Quý ngài Ánh dương cũng đánh dấu lần ra mắt màn ảnh nhỏ đầu tiên của nữ diễn viên Kim Tae Ri.[10]
- Đây cũng là tác phẩm đầu tiên được Studio Dragon giới thiệu tới SBS, nhưng sau đó dự án đã bị từ chối do hạn chế về tài chính và quảng cáo từ SBS[25]. Ước tính kinh phí để sản xuất cho mỗi tập phim của SBS là 1,5 tỷ won trên mỗi tập, bao gồm: tiền cát xê cho Lee Byung Hun, kinh phí quay ngoại cảnh ở nước ngoài, phục trang và dựng bối cảnh giả; trong khi SBS nói rằng chỉ có thể đầu tư khoảng 200-300 triệu won cho một tập phim[7].
- Kim Sa-rang ban đầu dự định được mời đóng vai một nhân vật nữ phụ chủ chốt,[26] tuy nhiên đã phải hủy bỏ vào tháng 2/2018 do lịch trình xung đột.[27] Vai của cô đã được thay thế bởi Kim Min-jung.

## Tỉ suất người xem
Mặc dù, Bộ phim này được phát sóng trên hệ thống các kênh truyền hình cáp/trả phí nên số lượng người xem thấp hơn so với truyền hình miễn phí (ví dụ như KBS, SBS, MBC hay EBS)., nhưng tập cuối của phim ghi nhận tỉ suất người xem toàn quốc đạt 18,129%, đứng thứ 6 trong danh sách những phim truyền hình cáp có tỷ lệ người xem cao nhất. Bù lại, tỉ suất lượt xem trung bình toàn quốc qua các tập của phim là cao nhất từ trước tới giờ của đài cáp. Ngoài ra, bộ phim còn được ghi nhận là phim truyền hình đạt tỉ suất lượt xem tại thành phố Seoul cao thứ ba với 21,828%.
| Mùa | Mùa | Số tập | Số tập | Số tập | Số tập | Số tập | Số tập | Số tập | Số tập | Số tập | Số tập | Số tập | Số tập | Số tập | Số tập | Số tập | Số tập | Số tập | Số tập | Số tập | Số tập | Số tập | Số tập | Số tập | Số tập | Trung bình |
| Mùa | Mùa | 1      | 2      | 3      | 4      | 5      | 6      | 7      | 8      | 9      | 10     | 11     | 12     | 13     | 14     | 15     | 16     | 17     | 18     | 19     | 20     | 21     | 22     | 23     | 24     | Trung bình |
| --- | --- | ------ | ------ | ------ | ------ | ------ | ------ | ------ | ------ | ------ | ------ | ------ | ------ | ------ | ------ | ------ | ------ | ------ | ------ | ------ | ------ | ------ | ------ | ------ | ------ | ---------- |
|     | 1   | 2.234  | 2.426  | 2.585  | 2.898  | 2.825  | 3.257  | 2.961  | 3.147  | 2.922  | 3.746  | 3.314  | 3.442  | 3.461  | 4.040  | 3.308  | 3.832  | 1.822  | 3.833  | 3.580  | 4.305  | 3.647  | 4.144  | 4.144  | 4.631  | 3.354      |

| Tập | Ngày phát sóng      | Tỷ lệ người xem trung bình | Tỷ lệ người xem trung bình |
| Tập | Ngày phát sóng      | AGB Nielsenn               | AGB Nielsenn               |
| Tập | Ngày phát sóng      | Toàn quốc                  | Seoul                      |
| --- | ------------------- | -------------------------- | -------------------------- |
| 1 | 7 tháng 7 năm 2018  | 8.852% (1st)               | 10.636% (1st)              |
| 2 | 8 tháng 7 năm 2018  | 9.691% (1st)               | 11.511% (1st)              |
| 3 | 14 tháng 7 năm 2018 | 10.082% (1st)              | 12.386% (1st)              |
| 4 | 15 tháng 7 năm 2018 | 10.567% (1st)              | 11.865% (1st)              |
| 5 | 21 tháng 7 năm 2018 | 10.835% (1st)              | 12.717% (1st)              |
| 6 | 22 tháng 7 năm 2018 | 11.713% (1st)              | 13.481% (1st)              |
| 7 | 28 tháng 7 năm 2018 | 11.114% (1st)              | 12.563% (1st)              |
| 8 | 29 tháng 7 năm 2018 | 12.330% (1st)              | 13.912% (1st)              |
| 9 | 4 tháng 8 năm 2018  | 11.695% (1st)              | 12.763% (1st)              |
| 10 | 5 tháng 8 năm 2018  | 13.534% (1st)              | 15.400% (1st)              |
| 11 | 11 tháng 8 năm 2018 | 12.792% (1st)              | 14.227% (1st)              |
| 12 | 12 tháng 8 năm 2018 | 13.399% (1st)              | 15.378% (1st)              |
| 13 | 18 tháng 8 năm 2018 | 13.327% (1st)              | 15.576% (1st)              |
| 14 | 19 tháng 8 năm 2018 | 15.626% (1st)              | 18.126% (1st)              |
| 15 | 25 tháng 8 năm 2018 | 12.893% (1st)              | 14.686% (1st)              |
| 16 | 26 tháng 8 năm 2018 | 15.023% (1st)              | 17.370% (1st)              |
| 17 | 1 tháng 9 năm 2018  | 7.694% (1st)               | 8.140% (1st)               |
| 18 | 2 tháng 9 năm 2018  | 14.722% (1st)              | 16.387% (1st)              |
| 19 | 8 tháng 9 năm 2018  | 14.114% (1st)              | 14.775% (1st)              |
| 20 | 9 tháng 9 năm 2018  | 16.500% (1st)              | 18.178% (1st)              |
| 21 | 15 tháng 9 năm 2018 | 14.280% (1st)              | 16.013% (1st)              |
| 22 | 16 tháng 9 năm 2018 | 16.588% (1st)              | 18.749% (1st)              |
| 23 | 29 tháng 9 năm 2018 | 15.419% (1st)              | 17.272% (1st)              |
| 24 | 30 tháng 9 năm 2018 | 18.129% (1st)              | 21.828% (1st)              |
| Trung bình | Trung bình          | 12.955%                    | 14.747%                    |
| Tập đặc biệt | 22 tháng 9 năm 2018 | 8.937%                     | 9.404%                     |
| - Trong bảng trên đây, số màu xanh biểu thị cho tỷ lệ người xem thấp nhất và số màu đỏ biểu thị cho tỷ lệ người xem cao nhất. |                     |                            |                            |

## Phát sóng quốc tế
- Philippines - GMA Network (2 tháng 9 - 31 tháng 10 năm 2019)
- Ghana GHOne TV

## Giải thưởng và Đề cử
| Năm  | Lễ trao giải              | Hạng mục                                | Người nhận | Kết quả      | Nguồn         |
| ---- | ------------------------- | --------------------------------------- | --- | ------------ | ------------- |
| 2018 | 11th Korea Drama Awards   | Grand Prize                             | Lee Byung-hun | Đề cử        | [ 31 ]        |
| 2018 | 11th Korea Drama Awards   | Best New Actress                        | Kim Tae-ri | Đề cử        | [ 31 ]        |
| 2018 | 11th Korea Drama Awards   | Best Original Soundtrack                | "Days Without Tears"(Kim Yoon-ah) | Đề cử        | [ 31 ]        |
| 2018 | 6th APAN Star Awards      | Grand Prize                             | Lee Byung-hun | Đoạt giải    | [ 32 ] [ 33 ] |
| 2018 | 6th APAN Star Awards      | Drama of the Year                       | Mr. Sunshine | Đoạt giải    | [ 32 ] [ 33 ] |
| 2018 | 6th APAN Star Awards      | Excellence Award, Actor in a Miniseries | Yoo Yeon-seok | Đề cử        | [ 32 ] [ 33 ] |
| 2018 | 6th APAN Star Awards      | Best Supporting Actress                 | Kim Min-jung | Đoạt giải    | [ 32 ] [ 33 ] |
| 2018 | 6th APAN Star Awards      | Best New Actress                        | Kim Tae-ri | Đoạt giải    | [ 32 ] [ 33 ] |
| 2018 | 6th APAN Star Awards      | K-Star Award, Actor                     | Lee Byung-hun | Đề cử        | [ 32 ] [ 33 ] |
| 2018 | 6th APAN Star Awards      | K-Star Award, Actress                   | Kim Tae-ri | Đề cử        | [ 32 ] [ 33 ] |
| 2018 | 6th APAN Star Awards      | K-Star Award, Actress                   | Kim Min-jung | Đề cử        | [ 32 ] [ 33 ] |
| 2018 | 2nd The Seoul Awards      | Best Actor                              | Lee Byung-hun | Đoạt giải    | [ 34 ]        |
| 2018 | 2nd The Seoul Awards      | Best Supporting Actor                   | Yoo Yeon-seok | Đoạt giải    | [ 34 ]        |
| 2018 | 2nd The Seoul Awards      | Best New Actress                        | Kim Tae-ri | Đề cử        | [ 34 ]        |
| 2019 | 55th Baeksang Arts Awards | Best Drama                              | Mr. Sunshine | Chưa công bố | [ 35 ]        |
| 2019 | 55th Baeksang Arts Awards | Best Director                           | Lee Eung-bok | Chưa công bố | [ 35 ]        |
| 2019 | 55th Baeksang Arts Awards | Best Screenwriter                       | Kim Eun-sook | Chưa công bố | [ 35 ]        |
| 2019 | 55th Baeksang Arts Awards | Best Actor                              | Lee Byung-hun Đoạt Giảistyle="background: #FFD; color: black; vertical-align: middle; text-align: center; " class="partial table-partial"\|Chưa công bố |              | [ 35 ]        |
| 2019 | 55th Baeksang Arts Awards | Best Actress                            | Kim Tae-ri | Chưa công bố | [ 35 ]        |
| 2019 | 55th Baeksang Arts Awards | Best Supporting Actor                   | Yoo Yeon-seok | Chưa công bố | [ 35 ]        |
| 2019 | 55th Baeksang Arts Awards | Best Supporting Actress                 | Kim Min-jung | Chưa công bố | [ 35 ]        |
| 2019 | 55th Baeksang Arts Awards | Technical Award                         | Kim So-yeon (Art) | Chưa công bố | [ 35 ]        |
| 2019 | 55th Baeksang Arts Awards | Technical Award                         | Lee Yong-seob (hiệu ứng đặc biệt) | Chưa công bố | [ 35 ]        |